# The Best Christmas Pageant Ever
The Best Christmas Pageant Ever is een Amerikaanse kerstfilm uit 2024, geregisseerd door Dallas Jenkins. De film is gebaseerd op de gelijknamige roman van Barbara Robinson uit 1972. De hoofdrollen worden vertolkt door Judy Greer, Pete Holmes, Molly Belle Wright en Lauren Graham.

## Verhaal
De Herdmans zijn zes broers en zussen die bekend staan om de problemen die ze overal veroorzaken. Maar als ze tijdens de feestdagen bij het plaatselijke jaarlijkse kerstspel betrokken geraken, is iedereen geschokt. De jeugdige delinquenten leren de gemeenschap echter de ware betekenis van Kerstmis.

## Rolverdeling
| Acteur             | Personage       |
| ------------------ | --------------- |
| Judy Greer         | Grace Bradley   |
| Pete Holmes        | Bob Bradley     |
| Molly Belle Wright | Beth Bradley    |
| Lauren Graham      | verteller       |
| Beatrice Schneider | Imogene Herdman |
| Mason D. Nelligan  | Ralph Herdman   |
| Matthew Lamb       | Claude Herdman  |
| Ewan Wood          | Leroy Herdman   |
| Essek Moore        | Ollie Herdman   |
| Kynlee Heiman      | Gladys Herdman  |

## Productie
In november 2023 werd gemeld dat er een verfilming van de kinderroman The Best Christmas Pageant Ever uit 1972 in de maak was bij Lionsgate met Dallas Jenkins als regisseur. De film wordt geproduceerd door Kevin Downes, Daryl Lefever, Andrew Erwin en Jon Erwin van Kingdom Story Company, samen met Darin McDaniel en Chet Thomas.

### Filmopnames
De filmopnames gingen op 6 december 2023 van start in Winnipeg, Manitoba, Canada en werden afgerond op 27 januari 2024.

## Release en ontvangst
The Best Christmas Pageant Ever ging op 8 november 2024 in première in de Amerikaanse bioscopen. De première stond eerder gepland voor 15 november 2024, maar werd een week vervroegd om concurrentie met een andere kerstfilm, Red One, te vermijden. De film kreeg overwegend positieve kritieken van de filmcritici, met een score van 90% op Rotten Tomatoes, gebaseerd op 42 beoordelingen.

### Kassaopbrengsten
The Best Christmas Pageant Ever ging in de Amerikaanse bioscopen in première naast Heretic, Elevation en Weekend in Taipei met de verwachting van een bruto opbrengst in het openingsweekend van 6 à 8 miljoen Amerikaanse dollars in 3020 bioscopen. De film bracht uiteindelijk 11,1 miljoen dollar op in zijn openingsweekend en eindigde daarmee op de tweede plaats aan de kassa, na Venom: The Last Dance.